# 中山義男
中山 義男（なかやま よしお、1896年（明治29年）8月23日 - 没年不明）は、大正から昭和時代前期の台湾総督府官僚。

## 経歴・人物
山梨県出身。
府属官房文書課勤務より1940年（昭和15年）10月に地方理事官に進み、宜蘭市助役に就任。ついで1942年（昭和17年）4月、台南州斗六郡守に転じた。